# Polo de inaccesibilidad de Eurasia

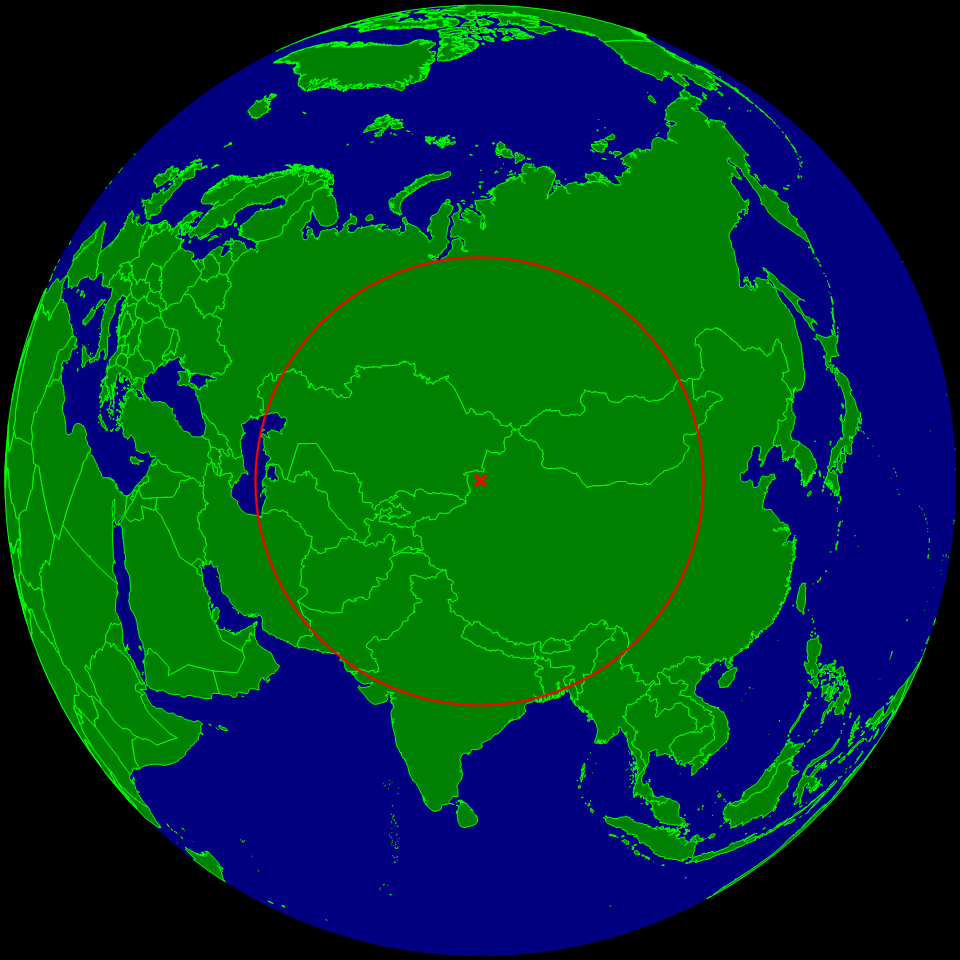
Proyección hemisférica de la Tierra, centrada en el polo de inaccesibilidad EPIA1.

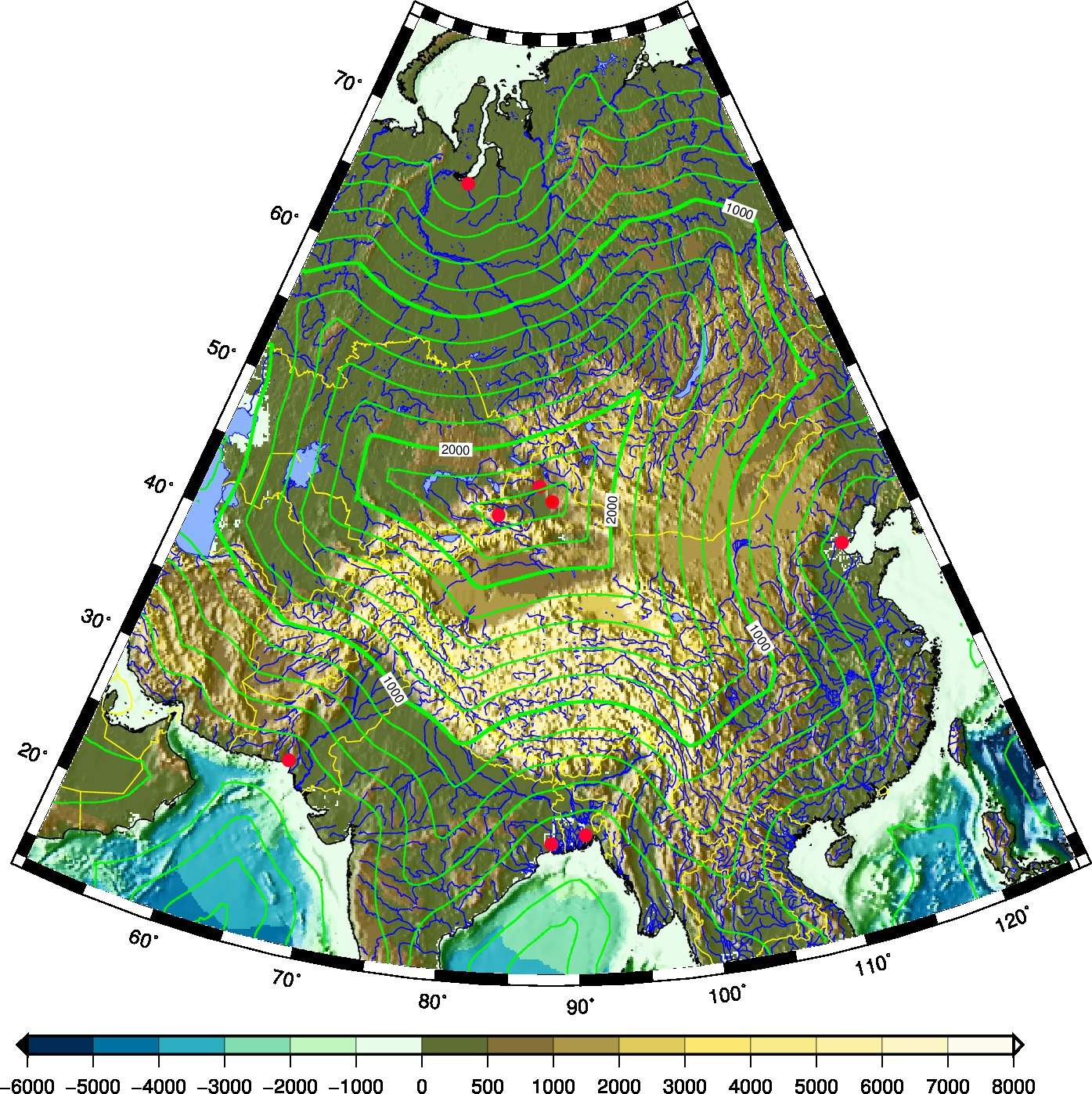
Distancia al mar en Asia, mostrando los lugares más alejados de la costa.

El polo de inaccesibilidad de Eurasia es el lugar más alejado del mar en la superficie de la Tierra y tiene dos posibles localizaciones, como consecuencia de la indefinición de la línea de costa en la desembocadura del río Ganges. Estos dos lugares son denominados EPIA1:44°17′N 82°11′E / 44.29, 82.19 y EPIA2: 45°17′N 88°08′E / 45.28, 88.14
Ambos se encuentran en la provincia de Sinkiang, China, a más de 2500 kilómetros del mar. EPIA1 equidista 2510±10 km los golfos de Ob y Bengala y del mar de Arabia. EPIA2 equidista 2514±7 km de la mar de Bohai, el golfo de Bengala y el golfo del Obi. 
En esta definición, se entiende como mar tanto los océanos como los mares conectados con el océano abierto. El mar Caspio o los lagos en general quedan excluidos. La ambigüedad en la definición de la línea de costa, por ejemplo en las desembocaduras de ríos o en lenguas glaciares de la costa, da lugar a incertidumbre en la localización de estos polos. 
El estado más alejado del mar es Kirguistán, en Asia central.